# ユミヘリゴカクノシダムシ
ユミヘリゴカクノシダムシ（学名：Dendrogaster tobasuii）はシダムシ属に分類される甲殻類。ユミヘリゴカクヒトデとウデナガゴカクヒトデの体腔内に寄生する。